# Trechalea reimoseri
Trechalea reimoseri är en spindelart som beskrevs av Lodovico di Caporiacco 1947. Trechalea reimoseri ingår i släktet Trechalea och familjen Trechaleidae.
Artens utbredningsområde är Guyana. Inga underarter finns listade i Catalogue of Life.